# Мозес Аріта
Мозес Аріта Сенгера (англ. Moses Arita Sengera; нар. 20 березня 1993, Накуру) — кенійський футболіст, нападник клубу «Накуру Ол Старз», а також національної збірної Кенії.
Виступав, зокрема, за клуби «Тирана» з Албанії, «Ушуру» та «СоНі Шугер».

## Клубна кар'єра
У футболі дебютував 2009 року виступами за команду «СоНі Шугер», в якій провів один сезон.
Протягом 2010—2011 років захищав кольори клубу «Тхіка Юнайтед».
Своєю грою за останню команду привернув увагу представників тренерського штабу албанського клубу «Тирана», до складу якого приєднався 2011 року. Відіграв за команду з Тирани наступний сезон своєї ігрової кар'єри.
Згодом, повернувшись до Кенії, з 2012 по 2015 рік грав у складі команд «Тхіка Юнайтед», «Таскер», «СоНі Шугер» та знову за «Тхіка Юнайтед».
2015 року уклав контракт з клубом «Ушуру», у складі якого провів наступний рік своєї кар'єри гравця.
Протягом 2016—2017 років захищав кольори клубів «Мугороні Юз», «Вестерн Стіма» та «Кемеліл Шугер».
До складу клубу «Накуру Ол Старз» приєднався 2018 року.
| Дата       | Місто     | Господарі | Результат | Гості        | Турнір             | Голи | Примітки |
| ---------- | --------- | --------- | --------- | ------------ | ------------------ | ---- | -------- |
| 15-01-2012 | Дакар     | Сенегал   | 1 – 0     | Кенія        | товариський матч   | 1    | 64'      |
| 16-10-2012 | Найробі   | Кенія     | 1 – 2     | ПАР          | товариський матч   | 1    | 79'      |
| 06-01-2013 | Гельсінкі | Кенія     | 0 – 0     | Буркіна-Фасо | Відбір до ЧАН 2020 | 1    | 47'      |
| Усього     |           | Матчів    | 3         |              | Голів              | 0    |          |